# Burgstall Angersbach
Der Burgstall Angersbach ist eine abgegangene Burg in der Mitte des Ortsteils Angersbach der Gemeinde Wartenberg im Vogelsbergkreis in Hessen.

## Beschreibung
Die Angersbacher Adligen müssen die kleine Talburg im Dorf vor 1232 gebaut haben. Nach dem Bau der Burg Wartenberg nannten sie sich auch urkundlich von Wartenberg. Das Landadelsgeschlecht derer von Wartenberg gehörte zum Dienstadel des Klosters Fulda und unterstand als Ministeriale dem Abt als Oberlehensherren und als Vasallen den Grafen von Ziegenhain als Stiftsvogt. 
Die Mauer- und Fundamentreste des Burgstalls sind heute mit Wohnhäusern überbaut.